# 小林大誠
小林 大誠（こばやし だいせい、1994年1月15日 - ）は、青森県平川市出身の元プロ野球選手（捕手）。右投左打。NPBでは育成選手であった。

## 経歴

### プロ入り前
5歳から野球を始める。平賀西中学校では「弘前シニア」でプレーした。野辺地西高校では3年時に故障したエースに代わって背番号「2」ながらも投手を務めた。夏の青森大会では6試合全てにおいて完投し、決勝で姉妹校の光星学院に敗れたものの準優勝に大きく貢献した。

### BCリーグ・富山時代
2013年のBCリーグドラフトによって富山サンダーバーズに指名され入団。2013年、2014年は打撃面において結果が残せず、出場機会にも恵まれなかった。2014年シーズン終了後、選手分配ドラフトによって新球団である武蔵ヒートベアーズに移籍。移籍後の2015年は60試合と出場機会が大幅に増加した。
2015年の育成ドラフト会議で、読売ジャイアンツ（巨人）から2巡目で指名。支度金300万円、年俸240万円（金額は推定）という条件で、育成選手として入団した。背番号は016。

### 巨人時代
2016年には、三軍戦に出場したものの、イースタン・リーグ公式戦への出場には至らなかった。10月2日に球団から戦力外を通告。10月31日には、NPBから自由契約選手として公示された。

### 巨人退団後
NPB他球団での現役続行を希望していることから、2016年11月12日には、阪神甲子園球場で開催の12球団合同トライアウトに参加した。2017年より公徳会佐藤病院野球部に所属。
2022年より、青森県弘前市のマルテツ二代目野球部に所属。

## 詳細情報

### 年度別打撃成績
- 一軍公式戦出場なし

### 独立リーグでの打撃成績
| 年 度     | 球 団     | 試 合 | 打 数 | 得 点 | 安 打 | 二 塁 打 | 三 塁 打 | 本 塁 打 | 打 点 | 三 振 | 四 球 | 死 球 | 犠 打 | 犠 飛 | 盗 塁 | 失 策 | 併 殺 打 | 打 率 | 出 塁 率 | 長 打 率 | O P S |
| --------- | --------- | ----- | ----- | ----- | ----- | -------- | -------- | -------- | ----- | ----- | ----- | ----- | ----- | ----- | ----- | ----- | -------- | ----- | -------- | -------- | ----- |
| 2013      | 富山      | 19    | 40    | 3     | 7     | 0        | 0        | 0        | 7     | 7     | 1     | 0     | 1     | 1     | 0     | 1     | 0        | .175  | .190     | .175     | .365  |
| 2014      | 富山      | 20    | 25    | 1     | 2     | 1        | 0        | 0        | 0     | 4     | 2     | 1     | 1     | 0     | 0     | 0     | 0        | .080  | .179     | .160     | .339  |
| 2015      | 武蔵      | 60    | 153   | 17    | 34    | 9        | 1        | 0        | 20    | 34    | 14    | 2     | 12    | 1     | 0     | 2     | 3        | .222  | .294     | .359     | .654  |
| 通算：3年 | 通算：3年 | 99    | 218   | 21    | 43    | 10       | 1        | 0        | 27    | 45    | 17    | 3     | 14    | 2     | 0     | 3     | 3        | .197  | .263     | .303     | .565  |

### 背番号
- 27 （2013年 - 2014年）
- 2 （2015年）
- 016 （2016年）

### 登録名
- 大誠 （だいせい、2013年 - 2014年）
- 小林 大誠 （こばやし だいせい、2015年 - ）

### 登場曲
- 「DANCE WITH ME NOW!」E-girls （2016年）